# Plesder
Plesder település Franciaországban, Ille-et-Vilaine megyében. Lakosainak száma 778 fő (2022. január 1.). Plesder Pleugueneuc, Trévérien, Les Champs-Géraux, Évran, Saint-Hélen és Mesnil-Roc'h községekkel határos.

## Népesség
A település népességének változása:
| Lakosok száma | 670  | 517  | 527  | 607  | 749  | 783  | 790  | 781  | 780  | 778  |
|               | 1968 | 1982 | 1990 | 2006 | 2013 | 2015 | 2017 | 2019 | 2020 | 2022 |